# Hokuryū
Hokuryū (北竜町, Hokuryū-chō) est un bourg du district d'Uryū, situé dans la sous-préfecture de Sorachi, sur l'île de Hokkaidō, au Japon.

## Géographie

### Démographie
Au 31 mars 2015, la population de Hokuryū s'élevait à 2 021 habitants répartis sur une superficie de 158,70 km2.